# Plimsolls

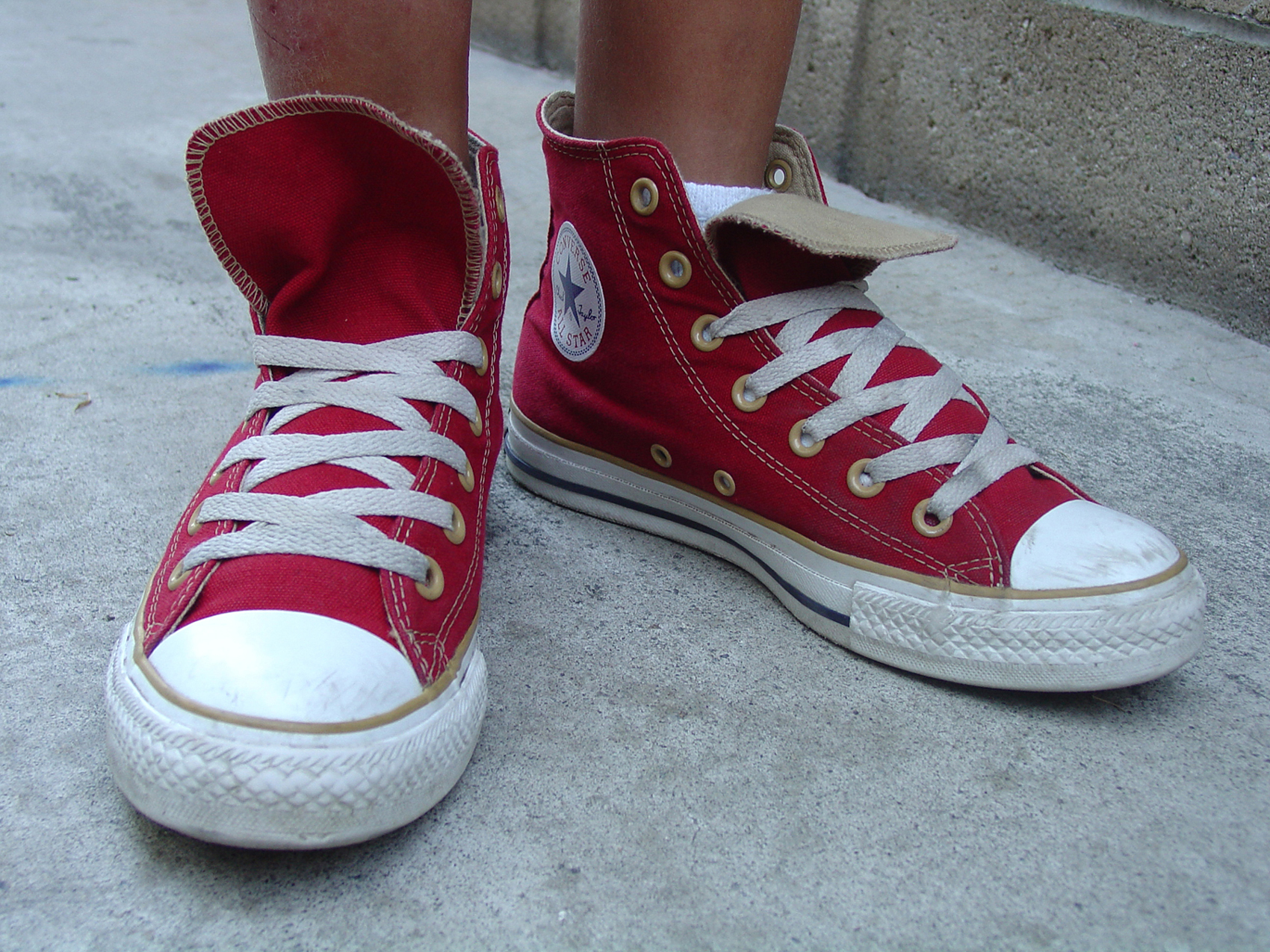
Plimsolls av typen basketsko

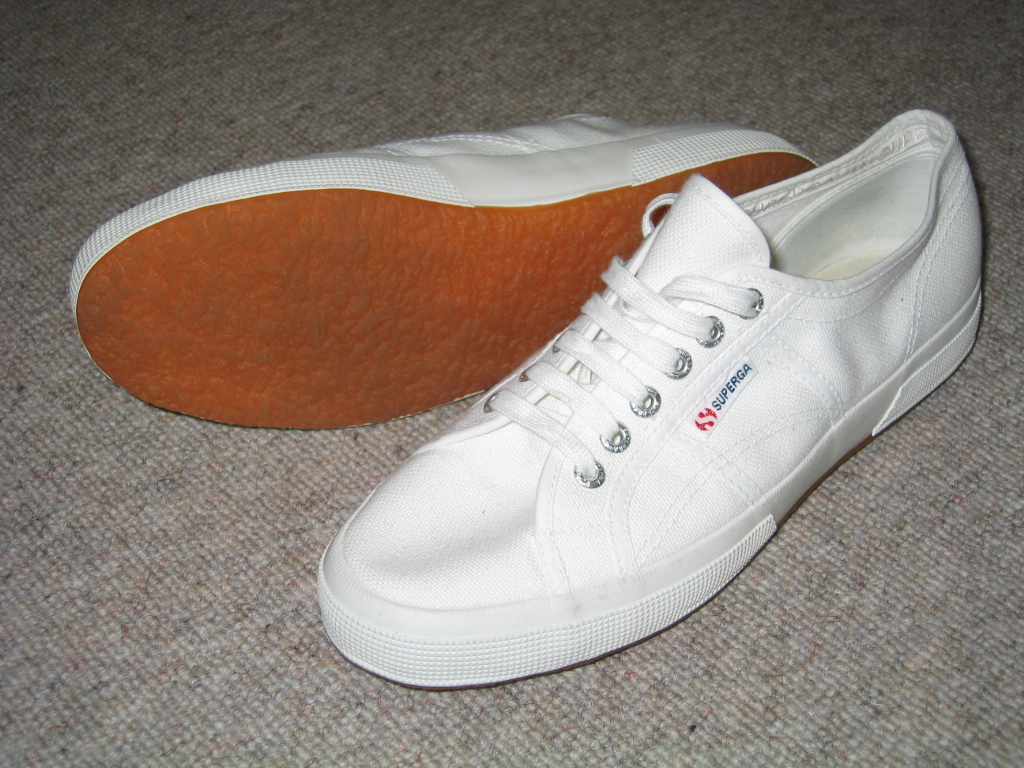
Plimsolls av typen tennissko

Plimsolls är en typ av idrottssko med ovansida och sidor av kanvas samt sula av gummi, som fästs vid tyget genom vulkanisering. Den användes länge som en standardsko för gymnastik i Storbritannien (ingick i skoluniformen). Även i Sverige är den känd som den klassiska gymnastikskon. Modellen har även kallats tennissko.
På senare år har den fått en renässans som en modesko av retrokaraktär, då gärna helvit. 
Den togs fram som badsko på 1830-talet av Liverpool Rubber Company (som senare skulle bli Dunlop). 
Ett av de mest kända varumärkena för plimsollskor är Converse All-Stars.